# Gerald Bezjanov
Gerald Bezjanov (russisk: Гера́льд Суре́нович Бежа́нов) (født 15. marts 1940 i Tbilisi i Sovjetunionen) var en sovjetisk filminstruktør, manuskriptforfatter og skuespiller.

## Filmografi
- Vitja Glusjakov - drug apatjej (Витя Глушаков — друг апачей, 1983)[1][2]
- Samaja obajatelnaja i privlekatelnaja (Самая обаятельная и привлекательная, 1985)
- Gde nakhoditsja nofelet? (Где находится нофелет?, 1988)